# Escalonilla (Ávila)
Escalonilla es una localidad y anejo del municipio de Tolbaños, en la provincia de Ávila, comunidad autónoma de Castilla y León, en España.
Situada en una zona de penillanura a 1000 metros de altura sobre el nivel del mar, cercana al ferrocarril que une Ávila con Medina del Campo, muestra un paisaje llano, sin apenas vegetación y un caserío de casi una cincuentena de viviendas. No contó con una iglesia propia hasta los años sesenta del pasado siglo en que se construyó un edificio de pequeño tamaño y tipología convencional. Una carretera asfaltada une la población con la carretera que discurre entre Mingorría y Tolbaños mientras un camino sin asfaltar la comunica con la vecina Saornil de Voltoya. Es una población habitada.

## Bibliografía

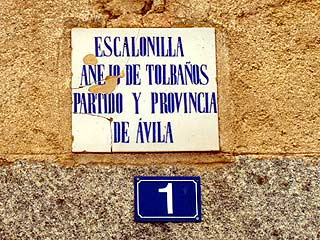
Placa mostrando la pertenencia de Escalonilla a Tolbaños.